# Diquatdibromide
Diquatdibromide is het broomzout van diquat en is de gebruikelijke vorm waarin het niet-selectieve contactherbicide diquat wordt gebruikt. Het is derhalve goed oplosbaar in water. Het wordt meestal geleverd als een met water mengbaar concentraat, om te worden verspoten.
Diquat, diquatbromide en andere zouten van diquat werden ontwikkeld door Imperial Chemical Industries in Groot-Brittannië (tegenwoordig Syngenta). Diquat(-dibromide) is toegelaten door de Europese Commissie en is in de meeste lidstaten van de Europese Unie verkrijgbaar.

## Synthese
Diquatdibromide wordt bereid door een koppelingsreactie van 2 pyridinemoleculen tot 2,2'-bipyridine, gekatalyseerd door raneynikkel. Dit wordt vervolgens in reactie gebracht met 1,2-dibroomethaan.

## Toxicologie en veiligheid
Diquatdibromide is ingedeeld als een zeer giftige stof. De stof is sterk irriterend voor de ogen, en irriterend voor de huid en de luchtwegen. Contact van de huid met geconcentreerd materiaal kan blaren veroorzaken. Inname van een hoge dosis kan leiden tot vergiftiging van lever, nieren, maag en andere ingewanden.
Diquatdibromide is ook zeer toxisch voor waterorganismen. Bij verspuiten met klassieke techniek moet een bufferzone van 20 meter gerespecteerd worden ten opzichte van oppervlaktewater. De stof wordt sterk aan de bodem geadsorbeerd, is zeer persistent in de bodem (halveringstijd van meerdere jaren) en loogt weinig uit naar het grondwater.